# Piazza della Mercanzia
Piazza della Mercanzia è una piazza del centro storico di Bologna, ubicata nel Quartiere Santo Stefano. Già nota semplicemente come Carrobbio nel 1296/7, al 1635 risale la prima documentazione di un odonimo simile all'attuale, Piazzola d’la Mercanzia: esso si riferisce al Palazzo della Mercanzia che domina la piazza. La denominazione in vigore, scevra di elementi dialettali, si deve invece alla riforma toponomastica degli anni 1873-8.
Attigua alla Piazza di Porta Ravegnana, qui confluiscono anche le vie Santo Stefano, Castiglione e Caprarie. È facilmente raggiungibile dalle fermate Rizzoli e Piazza di Porta Ravegnana del trasporto pubblico locale su gomma gestito da TPER.
Caratterizzata da una forma triangolare asimmetrica, oltre al Palazzo della Mercanzia sul lato meridionale, al numero 2 sul lato orientale vi si affaccia la Casa dei Cari, esempio di abitazione gotica a due piani.